# 반가운 살인자
"반가운 살인자"는 2010년에 개봉한 대한민국의 코미디 스릴러 영화이다.

## 캐스팅
- 유오성 : 김영석 역
- 김동욱 : 최정민 역
- 심은경 : 김하린 역
- 김응수 : 반장 역
- 김선혁 : 임 형사 역
- 이미도 : 쭈꾸미 역
- 한성식 : 보급소 역
- 진경 : 미영 역
- 이명호 : 재원 역
- 이재구 : 영석 친구 역
- 이율 : 의경 역
- 정종열 : 형사 1 역
- 정민성 : 형사 2 역
- 이호연 : 형사 3 역
- 권오진 : 취객 역
- 권범택 : 경찰서장 역
- 조경숙 : 구멍가게 주인 역
- 백은경 : 날라리 2 역
- 성지루 : 택시기사 역 (우정출연)
- 송옥숙 : 최정민 모 역 (우정출연)